# Sybra subuniformis
Sybra subuniformis är en skalbaggsart som beskrevs av Maurice Pic 1926. Sybra subuniformis ingår i släktet Sybra och familjen långhorningar. Inga underarter finns listade i Catalogue of Life.